# Rubén Héctor Sosa
Rubén Héctor Sosa (né le 14 novembre 1936 à Las Parejas en Argentine et mort le 13 septembre 2008) est un joueur de football international argentin, qui évoluait au poste d'attaquant.

## Biographie

### Carrière en sélection
Avec l'équipe d'Argentine, il dispute 18 matchs (pour 11 buts inscrits) entre 1959 et 1962. Il figure notamment dans le groupe des sélectionnés lors de la Copa América de 1959 (Argentine).
Il participe également à la coupe du monde de 1962.

## Palmarès
| Boca Juniors - Championnat d'Argentine (3) : - Champion : 1962, 1964 et 1965. |  | Argentine - Copa América (1) : - Vainqueur : 1959 (Argentine). |